# Geoffrey Batello
Geoffrey Battelo (21 oktober 1979) is een Belgisch bokser.

## Levensloop
Op 29 december 2007 won hij de WBF-Internationaal Cruiserweight kampioenschap in een kamp tegen de Kameroener Jean Claude Bikoi in het Centre Sportif te Soumagne. Op 24 januari 2009 vocht hij tegen de Duitser Marco Huck in de Erdgas Arena te Riesa voor de EBU Cruiserweight titel. Hij verloor de kamp echter met technische knock-out (TKO) evenals het jaar daarop op 20 februari 2010 tegen de Tsjech Lubos Suda in de Salle de la préhalle te Herstal, ditmaal met KO. Op 13 mei 2016 won hij tegen de Italiaan Maurizio Lovaglio in het PalaRuffini te Turijn de EBU-EU Cruiserweight titel met TKO. Op 27 januari 2018 kampte Battelo tegen zijn landgenoot Yves Ngabu voor de EBU Cruiserweight titel in de Arenahal te Deurne. Het was de eerste maal dat twee Belgen tegenover elkaar stonden in een Europese titelkamp. Het werd het laatste gevecht van Batello.
Battelo vocht 38 prof-kampen, hiervan won hij er 32 waarvan 28 KO's.
Hij is woonachtig in Andrimont.